# 马军营街道
马军营街道是中华人民共和国山西省大同市平城区下辖的一个乡。

## 建置沿革
- 2021年3月，撤销马军营乡，设立马军营街道。以马军营乡的小石子、安家小、上皇庄、下皇庄、阳和坡、马军营、十里店、十里铺、西水磨9个村委会的行政区域为马军营街道的行政区域，马军营乡的小站村委会划归云冈区云冈镇管辖，原马军营乡的宋庄、五里店2个村委会的行政区域为清远街道的行政区域，原马军营乡白马城村委会的行政区域为鹿苑街道的行政区域，原马军营乡的周家店村委会的行政区域为迎宾街道的行政区域，原马军营乡的陈庄村委会为卧虎湾街道的行政区域，原马军营乡的七里、智家堡、东河河、田村4个村委会的行政区域为御河街道的行政区域，马军营乡的西河河村委会的行政区域为开源街道的行政区域，原马军营乡的新添堡、房子2个村委会的行政区域为大庆路街道的行政区域。[2]
- 2021年6月9日，成立1个社区（军苑），将原云冈区老平旺街道绿洲西城、糖厂2个社区划归马军营街道管辖，糖厂社区名称变更为博学社区，同时按照人口和面积科学合理划分社区管理服务区域。[3]

## 行政区划
马军营街道下辖以下村级行政区划单位：
马军营村、小站村、五里店村、宋庄村、阳合坡村、上皇庄村、下皇庄村、安家小村、小石子村、白马城村、陈庄村、田村、东河河村、西河河村、智家堡村、周家店村、房子村、新添堡村、十里铺村、十里店村和西水磨村。
2021年6月9日调整后，马军营街道优化调整后设9个村（小石子村、安家小村、上皇庄村、下皇庄村、阳和坡村、马军营村、十里店村、十里铺村、西水磨村）3个社区（绿洲西城、博学、军苑）。